# Гроза (п'єса)
«Гроза» — п'єса Олександра Островського на п'ять дій, написана в 1859 році, в атмосфері передреформного суспільного підйому. Події, що зображає автор, розгортаються влітку у вигаданому місті Калинові на Волзі. Між третьою та четвертою діями п'єси минає 10 днів.

## Сюжет
У сімействі Кабанових панує «домострой», який вершить мати Тихона Івановича Кабанова — Марфа Ігнатівна Кабанова (Кабаниха). Катерина, головна героїня, з дитинства жила в атмосфері любові та ласки у своєї матері, але після того, як вийшла заміж за Тихона, її життя змінилося, стало підневільним. Потім вона закохується в Бориса Григоровича — племінника Дикого (ще одного самодура, жадібного і жорстокого). Борис теж закоханий у Катерину. Усвідомлюючи весь тягар свого становища, закохані таки таємно зустрічаються. Потім Катерина, за своєю світлою, богобоязливою натурою, зізнається чоловікові — у присутності його матері — у зраді, після чого життя молодої жінки стає нестерпним. Незабаром Борис їде за наказом Дикого до Сибіру, а Катерина вчиняє самогубство, кидаючись у Волгу.

## Історія написання
Олександр Островський почав писати п'єсу в липні 1859 року. Закінчивши «Грозу» 9 жовтня, він 14 жовтня вже відправив її у цензуру до Петербурга. Рукопис зберігається у Російській державній бібліотеці.
З написанням п'єси «Гроза» пов'язана особиста драма письменника. У рукописі п'єси, поряд зі знаменитим монологом Катерини: «А які сни мені снилися, Варенько, які сни! Або храми золоті, або сади якісь незвичайні, і всі співають невидимі голоси…», є запис Островського: «Чув від Л. П. про такий самий сон…». Л. П. — це актриса Любов Павлівна Косицька, з якою молодий драматург мав дуже непрості особисті стосунки: вона була одружена, та й він був невільний. Чоловіком актриси був артист Малого театру І. М. Нікулін. А Олександр Миколайович співмешкав із простолюдинкою Агафією Іванівною, у них були спільні діти (всі вони померли в ранньому віці). З Агафією Іванівною Островський прожив майже двадцять років.
Саме Любов Павлівна Косицька стала прототипом героїні п'єси Катерини, вона ж стала першою виконавицею ролі.

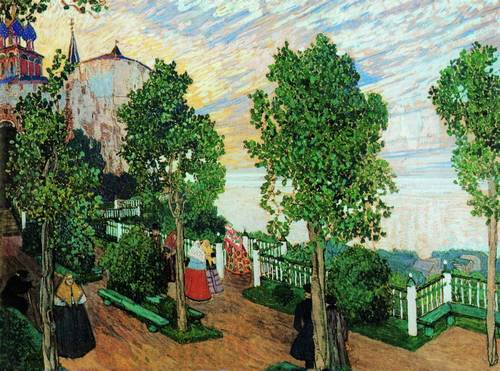
Олександр Головін. Берег Волги. 1916 Ескізи декорацій до драми О. М. Островського «Гроза»

## Персонажі
- Савел Прокопович Дикий, купець, значне обличчя в місті.
- Борис Григорович, племінник його, юнак, порядно освічений.
- Марфа Ігнатівна Кабанова (" Кабаниха "), багата купчиха, вдова.
- Тихін Іванович Кабанов, син Марфи Кабанової.
- Катерина, головна героїня, дружина Тихона Кабанова.
- Варвара, сестра Тихона.
- Кулігін, міщанин, годинникар-самоучка, що відшукує перпетуум-мобілі.
- Ваня Кудряш, молодий чоловік, конторник Дикого.
- Шапкін, міщанин.
- Феклуша, мандрівниця.
- Глаша, дівка в будинку Кабанихи.
- Бариня з двома лакеями, стара сімдесяти років, напівбожевільна.
- Міські жителі обох статей.

## Критика
«Гроза» стала предметом запеклих суперечок критиків як XIX, так і XX століття. У XIX столітті про неї з протилежних позицій писали Микола Добролюбов (стаття " Промінь світла у темному царстві "), Дмитро Писарєв (стаття " Мотиви російської драми ") та Аполлон Григор'єв. У XX столітті — Михайло Лобанов (у книзі «Островський», випущеній у серії «ЖЗЛ») та Володимир Лакшин.
- Гроза (фільм, 1912) — фільм режисера Кая Ганзена
- Гроза (фільм, 1933) — фільм режисера Володимира Петрова
- Гроза (телеспектакль, 1977) — фільм-вистава режисерів Фелікса Глямшина та Бориса Бабочкіна
- Гроза (фільм, 2019) — фільм Григорія Константинопольського за мотивами п'єси

## Адаптації
На сюжет п'єси «Гроза» написано ряд опер (див. Гроза (значення)): в 1867 композитором В. Н. Кашперовим на лібрето власного твору (опера поставлена в тому ж році в Москві та Санкт-Петербурзі), потім — найвідоміша — Леошем Яначеком («Катя Кабанова», постановка 1921, Брно), 1940 року Борисом Асаф'євим на власне лібрето, Віктором Трамбіцьким на лібрето І. І. Келлера, італійським композитором Лодовіко Рокка (італ. L’Uragano, 1952).